# دانيال بازان فيرا
دانيال بازان فيرا (بالإسبانية: Daniel Bazán Vera)‏ هو لاعب كرة قدم أرجنتيني في مركز الهجوم، ولد في 5 مايو 1973 في كورينتس في الأرجنتين. لعب مع أتلتيكو أتلانتا ونادي ألميرانته براون.